# Базилевский, Евгений Фёдорович
Евгений Фёдорович Базилевский (укр.  Євген Федорович Базилевський; 1930—2006) — Герой Социалистического Труда.

## Биография
Родился 2 августа 1930 года.
Проживал в с. Андрияшевка Бердичевского района Житомирской области, Украина. Умер 28 мая 2006 года. Похоронен в с. Андрияшевка на сельском кладбище.

## Награды
- Герой Социалистического Труда.
- Награждён двумя орденами Ленина.